# Championnat de Belgique masculin de handball 2000-2001
Navigation
Division d'Honneur 1999-2000 Division d'Honneur 2001-2002
La saison 2000-2001 du championnat de Belgique de handball fut la 43e édition de la plus haute division belge de handball. La première phase du championnat la phase classique, est suivie des Play-offs et des Play-downs.       
Cette édition fut remportée par le HC Eynatten, champion pour la deuxième fois consécutive.
Enfin, le HK Waasmunster est relégué et sera remplacé la saison suivante par le HC Visé BM.

## Participants
| Club                | Classement 1999-2000 | Localisation | Entraîneur       | Salle                       | Capacité |
| ------------------- | -------------------- | ------------ | ---------------- | --------------------------- | -------- |
| HC Eynatten         | 1er                  | Raeren       | Pim Rietbroek    | Sporthalle Eynatten         | 700      |
| Ajax Lebbeke        | 2e                   | Lebbeke      | Frans Willemsens | ?                           | ?        |
| Sporting Neerpelt   | 3e                   | Neerpelt     | Jos Schouterden  | Sportcentrum Dommelhof      | 1 600    |
| Initia HC Hasselt   | 4e                   | Hasselt      |                  | Sporthal Alverberg          | 1 730    |
| Union beynoise      | 5e                   | Beyne-Heusay |                  | Hall Omnisports Edmond Rigo | 400      |
| HCE Tongeren        | 6e                   | Tongres      | Pedrag Dosen     | KTA 3                       | ?        |
| HC Herstal-Liège    | 7e                   | Bressoux     |                  | Hall Omnisports de Bressoux | ?        |
| Olse Merksem HC     | 8e                   | Anvers       |                  | Sportcentrum De Rode Loop   | 321      |
| KV Sasja HC Hoboken | 9e                   | Anvers       | Alex Jacobs      | Sportcomplex Sorghvliedt    | 950      |
| HK Waasmunster      | ? (D1)               | Waasmunster  |                  | Sporthal Hoogendonck        | ?        |

### Localisation
| \| HCE Tongeren Initia HC Hasselt KV Sasja Sporting Neerpelt HC Eynatten Union Beynoise Herstal Olse Merksem VOO HC Herstal Ajax Lebbeke HK Waasmunster \| Localisation des clubs engagés dans le championnat |
| HCE Tongeren Initia HC Hasselt KV Sasja Sporting Neerpelt HC Eynatten Union Beynoise Herstal Olse Merksem VOO HC Herstal Ajax Lebbeke HK Waasmunster                                                          |

Nombre d'équipes par Province
| # | Province                      | Nombre | Équipe(s)                                          |
| - | ----------------------------- | ------ | -------------------------------------------------- |
| 1 | Province de Liège             | 3      | HC Eynatten, Union beynoise, VOO HC Herstal        |
| 2 | Province de Limbourg          | 3      | Initia HC Hasselt, HCE Tongeren, Sporting Neerpelt |
| 3 | Province d'Anvers             | 2      | KV Sasja HC Hoboken, Olse Merksem HC               |
| 4 | Province de Flandre-Orientale | 2      | Ajax Lebbeke, HK Waasmunster                       |

## Compétition

### Organisation du championnat
La saison régulière est disputée par 10 équipes jouant chacune l'une contre l'autre à deux reprises selon le principe des phases aller et retour. Une victoire rapporte 2 points, une égalité, 1 point et, donc une défaite 0 point.
Après la saison régulière, les 6 équipes les mieux classées s'engagent dans les play-offs. Une phase composée de deux groupes de trois équipes qui constitue en un mini championnat, où les participants des groupes sont tirés au sort, dans le pot 1, se retrouvent le premier et le deuxième de la phase régulière, elles débuteront avec 3 points, dans le pot 2, se retrouvent le troisième et le quatrième de la phase régulière et dans le dernier et pot 3, se retrouvent le cinquième et le sixième de la phase régulière.
Lors de ces play-offs, les premiers des deux groupes sont qualifiés pour la finale, une finale au meilleur des trois manches où l'équipe des deux qui a engrangé le plus de points se qualifie lors de ces play-offs reçoit pour la première manche et l'équipe des deux ayant engrangé le moins de points reçoit lors des deux autres manches. Il est important de noter que si l'une des deux équipes remporte les deux premières manches, dans ce cas la troisième manche n'est pas joué car l'équipe qui a remporté ces deux manches et déclarer championne de Belgique.
Pour déterminer qui occupera la troisième place à la sixième, les deuxièmes des groupes affrontent les troisièmes du groupe opposé.
C'est quatre équipes s'affrontent pour le titre de champion mais aussi pour se qualifier en Coupe d'Europe la saison suivante.
Pour ce qui est des 4 dernières équipes de la phase régulière, elles s'engagent quant à elles dans les play-downs. Il s'agit là aussi d'un mini championnat en phase aller-retour mais pour laquelle, le premier de c'est play-downs commence avec 4 points, le second, 3, le troisième, 2 et le quatrième avec 1 points.
Ces quatre équipes s'affrontent dans le but de ne pas pouvoir finir à la dernière place synonyme de relégation en division 2.

### Saison régulière

#### Classement
|    | Équipe                | Pts | J  | G  | N | P  | Bp  | Bc  | Diff |
| -- | --------------------- | --- | -- | -- | - | -- | --- | --- | ---- |
| 1  | Union beynoise        | 31  | 18 | 15 | 1 | 2  | 422 | 359 | 63   |
| 3  | Initia HC Hasselt     | 29  | 18 | 14 | 1 | 3  | 468 | 373 | 95   |
| 2  | HC Eynatten (T)       | 28  | 18 | 14 | 0 | 4  | 419 | 343 | 76   |
| 4  | HCE Tongeren          | 21  | 18 | 10 | 1 | 7  | 396 | 360 | 36   |
| 5  | HC Herstal-Liège      | 19  | 18 | 9  | 1 | 8  | 450 | 405 | 45   |
| 6  | Sporting Neerpelt (C) | 17  | 18 | 8  | 1 | 9  | 391 | 388 | 3    |
| 7  | KV Sasja HC Hoboken   | 14  | 18 | 6  | 2 | 10 | 389 | 413 | -24  |
| 8  | Olse Merksem HC       | 8   | 18 | 4  | 0 | 14 | 376 | 359 | 17   |
| 9  | Ajax Lebbeke          | 7   | 18 | 3  | 1 | 14 | 328 | 419 | -91  |
| 10 | HK Waasmunster        | 6   | 18 | 3  | 0 | 15 | 305 | 391 | -86  |

|                 | Qualification pour le groupe 1 de la phase finale (« Play-off ») |
|                 | Qualification pour le groupe 2 de la phase finale (« Play-off ») |
|                 | Play-Downs                                                       |
| (T)             | Tenant du titre                                                  |
| en augmentation | Promu de 2000                                                    |
| (C)             | Vainqueur de la Coupe de Belgique                                |

#### Matchs
| Résultats (dom.\ext.)                                      | HCE   | ALE   | HCT   | IHA   | KVS   | OME    | SNE   | UBE    | HER   | HKW   |
| HC Eynatten                                                |       | 31-18 | 17-20 | 25-23 | 26-15 | 26-24  | 24-22 | 19-23  | 28-20 | 20-15 |
| Ajax Lebbeke                                               | 17-31 |       | 17-19 | 20-30 | 17-24 | 22-16  | 17-22 | 18-26  | 13-18 | 19-15 |
| HCE Tongeren                                               | 24-16 | 28-16 |       | 32-21 | 20-28 | 27-22  | 20-19 | 17-17  | 24-20 | 26-18 |
| Initia HC Hasselt                                          | 23-20 | 23-14 | 23-12 |       | 28-21 | 34 -21 | 25-24 | 19-22  | 34-17 | 19-12 |
| KV Sasja HC Hoboken                                        | 19-22 | 20-20 | 20-19 | 21-28 |       | 33-22  | 16-29 | 19-20  | 22-24 | 15-21 |
| Olse Merksem HC                                            | 21-26 | 20-19 | 20-29 | 20-34 | 16-19 |        | 23-22 | 24-28  | 21-17 | 21-20 |
| Sporting Neerpelt                                          | 17-24 | 32-20 | 19-28 | 20-20 | 35-28 | 37-32  |       | 21- 22 | 30-24 | 27-17 |
| Union Beynoise                                             | 15-17 | 33-18 | 22-18 | 25-33 | 24-21 | 21-18  | 22-19 |        | 29-26 | 29-17 |
| HC Herstal-Liège                                           | 26-23 | 25-22 | 25-24 | 23-26 | 23-23 | 26-24  | 24-26 | 16-22  |       | 10-0  |
| HK Waasmunster                                             | 12-25 | 16-21 | 21-20 | 24-25 | 19-25 | 19-11  | 19-29 | 19-22  | 21-27 |       |
| - Victoire à domicile - Match nul - Victoire à l'extérieur |       |       |       |       |       |        |       |        |       |       |

### Play-offs
.

#### Composition des chapeaux
Les équipes sont réparties dans les deux groupes à la suite d'un tirage au sort et non en fonction du classement.
| Chapeau 1         | Chapeau 2    | Chapeau 3         |
| ----------------- | ------------ | ----------------- |
| Union beynoise    | HC Eynatten  | HC Herstal-Liège  |
| Initia HC Hasselt | HCE Tongeren | Sporting Neerpelt |

##### Groupe A
|   | Équipe           | Pts | J | G | N | P | Bp  | Bc  | Diff |  | Résultats (dom.\ext.) | HCE   | UBE   | H-L   |
| - | ---------------- | --- | - | - | - | - | --- | --- | ---- |  | --------------------- | ----- | ----- | ----- |
| 1 | HC Eynatten      | 10  | 4 | 4 | 0 | 0 | 88  | 66  | 22   |  | HC Eynatten           |       | 18-16 | 32-18 |
| 2 | Union beynoise   | 7   | 4 | 2 | 0 | 2 | 104 | 76  | 28   |  | Union beynoise        | 17-18 |       | 36-20 |
| 3 | HC Herstal-Liège | 1   | 4 | 0 | 0 | 4 | 73  | 123 | -50  |  | HC Herstal-Liège      | 15-20 | 20-35 |       |

##### Groupe B
|   | Équipe            | Pts | J | G | N | P | Bp | Bc | Diff |  | Résultats (dom.\ext.) | NEE   | IHA   | HCT   |
| - | ----------------- | --- | - | - | - | - | -- | -- | ---- |  | --------------------- | ----- | ----- | ----- |
| 1 | Initia HC Hasselt | 9   | 4 | 3 | 0 | 1 | 88 | 74 | 14   |  | Sporting Neerpelt     |       | 22-20 | 26-21 |
| 2 | Sporting Neerpelt | 5   | 4 | 2 | 0 | 2 | 80 | 84 | -4   |  | Initia HC Hasselt     | 19-15 |       | 24-20 |
| 3 | HCE Tongeren      | 4   | 4 | 1 | 0 | 3 | 82 | 92 | -10  |  | HCE Tongeren          | 24-17 | 17-25 |       |

#### Finales

##### Match pour la cinquième place
| 11/12 mai 2001 | HCE Tongeren | 23-22 | HC Herstal-Liège | Tongres KTA 3 |
| 11/12 mai 2001 | Rapport      |       |                  | Tongres KTA 3 |

##### Match pour la troisième place
| 11/12 mai 2001 | Union beynoise | 26-29 | Sporting Neerpelt | Beyne-Heusay Hall Omnisports Edmond Rigo |
| 11/12 mai 2001 | Rapport        |       |                   | Beyne-Heusay Hall Omnisports Edmond Rigo |

##### Finale
| 11 mai 2001 | HC Eynatten            | 25-17   | Initia HC Hasselt             | Raeren Sporthalle Eynatten Affluence : 600 |
| 11 mai 2001 | Max Jacobs 6 Kryskow 6 | (11-11) | Bram Dewit 4 Joseph Delpire 4 | Raeren Sporthalle Eynatten Affluence : 600 |
| 11 mai 2001 | Rapport                |         |                               | Raeren Sporthalle Eynatten Affluence : 600 |

| 19 mai 2001 | Initia HC Hasselt | 18-22  | HC Eynatten                          | Hasselt Sporthal Alverberg Arbitrage : Evers-Paulissen |
| 19 mai 2001 | Joseph Delpire 8  | (11-6) | Eric Eussen 5 Jean Marc Schuransky 5 | Hasselt Sporthal Alverberg Arbitrage : Evers-Paulissen |
| 19 mai 2001 | Rapport           |        |                                      | Hasselt Sporthal Alverberg Arbitrage : Evers-Paulissen |

- HC Eynatten 2-0 Initia HC Hasselt

### Play-downs

#### Classement
|   | Équipe              | Pts | J | G | N | P | Bp  | Bc  | Diff |
| - | ------------------- | --- | - | - | - | - | --- | --- | ---- |
| 1 | KV Sasja HC Hoboken | 14  | 6 | 5 | 0 | 1 | 175 | 143 | 32   |
| 2 | Ajax Lebbeke        | 7   | 6 | 2 | 1 | 3 | 136 | 140 | -4   |
| 3 | Olse Merksem HC     | 7   | 6 | 2 | 0 | 4 | 129 | 141 | -12  |
| 4 | HK Waasmunster      | 6   | 6 | 2 | 1 | 3 | 129 | 145 | -16  |

|                 | Relégation en Division 2  |
| en augmentation | Promu pour les Play-downs |

#### Matchs
.
| Résultats (dom.\ext.)                                      | KVS   | HCV   | HCM   | IZE   |
| KV Sasja HC Hoboken                                        |       | 29-19 | 32-21 | 34-30 |
| HK Waasmunster                                             | 26-25 |       | 28-24 | 17-17 |
| Olse Merksem HC                                            | 21-25 | 26-17 |       | 16-15 |
| Ajax Lebbeke                                               | 26-30 | 24-22 | 24-21 |       |
| - Victoire à domicile - Match nul - Victoire à l'extérieur |       |       |       |       |

### Champion
| Champion de Belgique de handball 2000-2001 Handball Club Eynatten 2e titre |

## Bilan

### Classement final
| Rang | Équipe                | En Coupe de Belgique |
| ---- | --------------------- | -------------------- |
| 1er  | HC Eynatten           | Finaliste            |
| 2e   | Initia HC Hasselt (T) | Demi-finaliste       |
| 3e   | Sporting Neerpelt     | Vainqueur            |
| 4e   | Union beynoise        | Demi-finaliste       |
| 5e   | HCE Tongeren          | Quarts de finale     |
| 6e   | HC Herstal-Liège      | ?                    |
| 7e   | KV Sasja HC Hoboken   | ?                    |
| 8e   | Ajax Lebbeke          | Quarts de finale     |
| 9e   | Olse Merksem HC       | ?                    |
| 10e  | HK Waasmunster        | ?                    |

|                 | Champion de Belgique et qualifiés pour la Ligue des champions |
|                 | Qualifié en Coupe EHF                                         |
|                 | Qualifié en Coupe des coupes                                  |
|                 | Qualifié en Coupe Challenge                                   |
|                 | Relégués en division 2                                        |
| (T)             | Tenant du titre                                               |
| en augmentation | Promu de début de saison en Division 1                        |

### Parcours en coupes d'Europe
Le parcours des clubs belges en coupes d'Europe est important puisqu'il détermine le coefficient EHF, et donc le nombre de clubs espagnoles présents en coupes d'Europe les années suivantes.
| Club              | Compétition         | Tour d'entrée  | Résultat                  | Dernier adversaire   |
| HC Eynatten       | Ligue des champions | 1er tour       | éliminé au 1er tour       | Haukar Hafnarfjörður |
| HC Eynatten       | Coupe EHF           | 2e tour        | éliminé au 2e tour        | Viborg HK            |
| Initia HC Hasselt | Coupe EHF           | 1er tour       | éliminé au 1er tour       | RK Borac Banja Luka  |
| HCE Tongeren      | Coupe des coupes    | 1/16 de finale | éliminé au 1/16 de finale | RK Zamet Rijeka      |
| HC Ajax Lebbeke   | Coupe Challenge     | 1/8 de finale  | éliminé au 1/8 de finale  | SSV Forst Brixen     |

### Bilan de la saison
| Tableau d'honneur de la saison 2000-2001 |                   |                |
| Compétition                              | Vainqueur         | Commentaire    |
| Championnat de Belgique                  | HC Eynatten       | 2e titre       |
| Coupe de Belgique                        | Sporting Neerpelt | 7e victoire    |
| Qualifications européennes               |                   |                |
| Compétition                              | Qualifiés         | Qualifiés      |
| Ligue des champions                      | HC Eynatten       | Premier tour   |
| Coupe EHF                                | Union beynoise    | Premier tour   |
| Coupe des coupes                         | Sporting Neerpelt | 1/16 de finale |
| Coupe Challenge                          | Initia HC Hasselt | 1/16 de finale |
| Promotions et relégations                |                   |                |
| Promu en Division 1 (D1)                 | HC Visé BM        | ? (D2)         |
| Relégation en Division 2 (D2)            | HK Waasmunster    | 10e            |